# Solistiyhtye Suomi
Solisitiyhtye Suomi var en finländsk orkester, ursprungligen bildad 1981. Den ursprungliga ensemblen bestod av Pekka Hartonen (sång och bas), Lassi Marttila (sång och trummor) och Randy Korlin (sång och dragspel). Gruppen upplöstes 2005.
Solisitiyhtye Suomi bildades första gången 1981, men upplöstes 1993. Genom Pekka Hartonen återförenades gruppen 1999 och bestod fram till att Hartonens hälsa försämrades 2005. Gruppen spelade huvudsakligen humppamusik och framförde finländska schlagers från 1930-talet med nytt arrangemang och ibland med ny text. Solisitiyhtye Suomis mest kända album är troligen He soittavat humppaa från 2002. Sammanlagt gjorde gruppen 168 skivinspelningar med sånger av bland andra Tatu Pekkarinen, Martti Jäppilä och Matti Jurva.